# Robot Stories
Pour plus de détails, voir Fiche technique et Distribution.
Robot Stories est un film américain réalisé par Greg Pak, sorti en 2003.

## Synopsis
Le film développe quatre histoires : "My Robot Baby" ; "The Robot Fixer" ; "Machine Love" ; et "Clay".

## Fiche technique
- Titre original : Robot Stories
- Réalisation : Greg Pak
- Scénario : Greg Pak
- Décors : Shane Klein
- Costume : Kitty Boots
- Photographie : Peter Olsen
- Montage : Stephanie Sterner
- Musique : Rick Knutsen
- Production : Karin Chien, Kim Ima
- Sociétés de production et de distribution : 111 Pictures et Pak Film
- Pays de production : États-Unis
- Langue : Anglais
- Format : 1,85:1 Couleur - Son : Stéréo
- Genre : Science-fiction, Drame
- Durée : 85 minutes
- Date de sortie : États-Unis : 20 janvier 2003

## Distribution
- Tamlyn Tomita : Marcia
- James Saito : Roy / Groper
- Vin Knight : Doug
- Gina Quintos : Young Marcia
- Karen Tsen Lee : Mrs. Ito
- Glenn Kubota : Mr. Ito
- Tanisha Lynn : Assistant
- Cindy Cheung : Grace
- Louis Ozawa Changchien : Wilson
- Angel Desai : Amanda
- Julienne Hanzelka Kim : Lydia
- Tim Kang : Young John